# 추세호
추세호는 대한민국의  작사가, 작곡가, 편곡자이다.

## 대표곡

### 앨범
- 1978년 12월 29일 추세호 새노래 모음 (지금 어디에 달과나 - 서라벌레코오드)

### 작사
- 가라지 / 돌개바람 / 다시는 울지 않으리 (나훈아)
- 멍에 (김수희)
- 흔들리는 마음 (윤시내)
- 멋진 주말(Boogie Woogie Dancing Shoes)(외국곡) (이영화)
- 희나리 / 아픈만큼 성숙해지고 (구창모)
- 그래요 잘못은 내게 있어요 / 사랑의 기회가 한번뿐이면 (이선희)
- 때 (김호중)

### 작곡
- 가라지 / 돌개바람 / 다시는 울지 않으리 / 자갈치 아지매 (나훈아)
- 멍에 (김수희)
- 흔들리는 마음 (윤시내)
- 희나리 / 아픈만큼 성숙해지고 (구창모)
- 때 (김호중)

## 수상
- 2002 대한민국 연예예술상 - 창작인상